# Shigatse (stad)
Shigatse, Chinees: Xigazê is de tweede stad in de Tibetaanse Autonome Regio, na Lhasa en voor Gyantse. Shigatse telt rond de 90.000 inwoners. Het is de hoofdstad van de prefectuur Shigatse. In historisch Tibet was Shigatse de hoofdstad van de provincie Tsang.
De districtsvrije stad Shigatse heeft een oppervlakte van 3.654 km² en eind 2003 kende het rond 90.000 inwoners. Bij de volkstelling van 2000 werden nog 99.863 inwoners geteld. De stad ligt aan de samenloop van de rivieren Yarlung Tsangpo en Nyangchu op een hoogte van 3840 meter. Daarmee is Shigatse de hoogst gelegen stad van Tibet en de Volksrepubliek China. Het jaargemiddelde van de temperatuur bedraagt 6 °C en er valt jaarlijks gemiddeld 420 mm neerslag.
Door Shigatse loopt de nationale weg G318.

## Bestuurlijke indeling
Om gemeentelijk niveau bestaat de stad Shigatse uit twee subdistricten en tien gemeenten. Volgens de volkstelling van 2000 hadden die per gebied het volgende aantal inwoners:
- Subdistrict Chengbei (城北街道 = „Nordstadt“), 10.694 inwoners
- Subdistrict Chengnan, 35.366 inwoners
- gemeente Chumbi, 5.692 inwoners
- Gemeente Nyarixung, 4.757 inwoners
- Gemeente Qugboxung, 5.160 inwoners
- Gemeente Lhain, 4.768 inwoners
- Gemeente Gyacoxung, 11.454 inwoners
- Gemeente Nar, 1.765 inwoners
- Gemeente Nyamo, 2.926 inwoners
- Gemeente Donggar, 8.748 inwoners
- Gemeente Benxung, 3.897 inwoners
- Gemeente Jangdam, 4.636 inwoners

## Geschiedenis

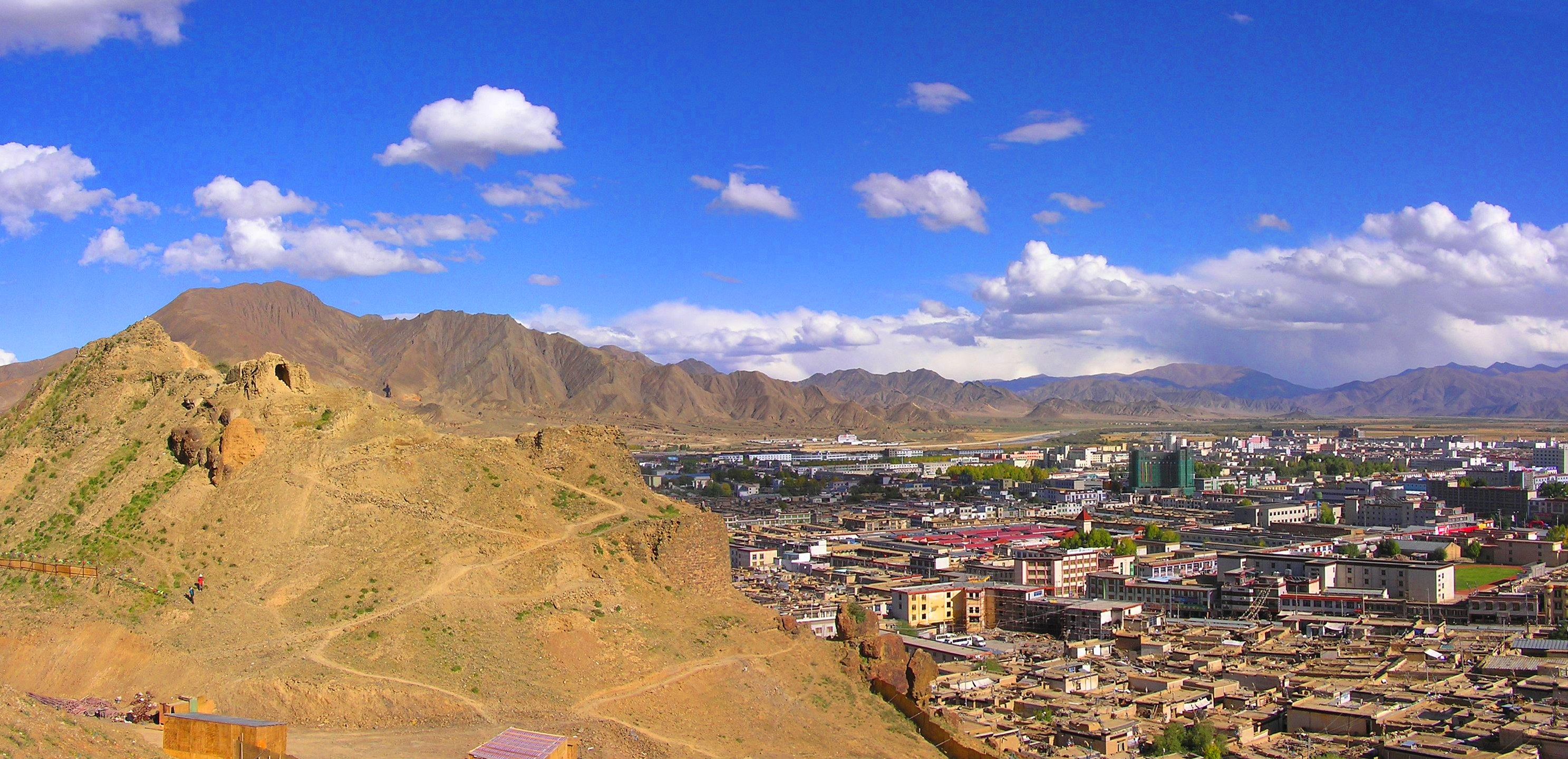
Blik op de nog niet herbouwde vesting Samdrubtse en de stad Shigatse

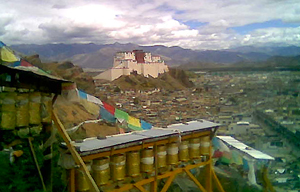
De herbouwde vesting Shigatse Dzong

De huidige stad ontwikkelde zich aan de voet van de oude vesting Samdrubtse die in 1363 herbouwd werd en waarnaar de stad aanvankelijk genoemd was. Tot in de 20e eeuw werd de stad vaak eenvoudigweg Shigatse Dzong genoemd.
Tot medio 17e eeuw was Shigatse de zetel van de koningen van Tsang die van hieruit langere tijd over grote delen van Tibet waaronder Lhasa heersten. Toen de gelugorde in de eerste helft van de 17e eeuw met hulp van de Mongolen uit Amdo die heerschappij wist te verkleinen, werd de vijfde dalai lama om 1642 de heerser van Tibet. De dalai lama liet vervolgens het Potala bouwen, waarbij de Samdrubtse uit Shigatse als voorbeeld zou zijn geweest. In pracht en omvang overklast het Potala deze echter duidelijk.
In 1950 werd Samgrubtse verwoest. Tussen 2005 en 2007 werd de vesting met gelden uit Shanghai gereconstrueerd. Voor de wederopbouw dienden oude foto's als grondslag, hoewel de muren van de huidige versie zijn gebouwd van cement of beton, die van buiten slechts zijn opgesierd met natuursteen.

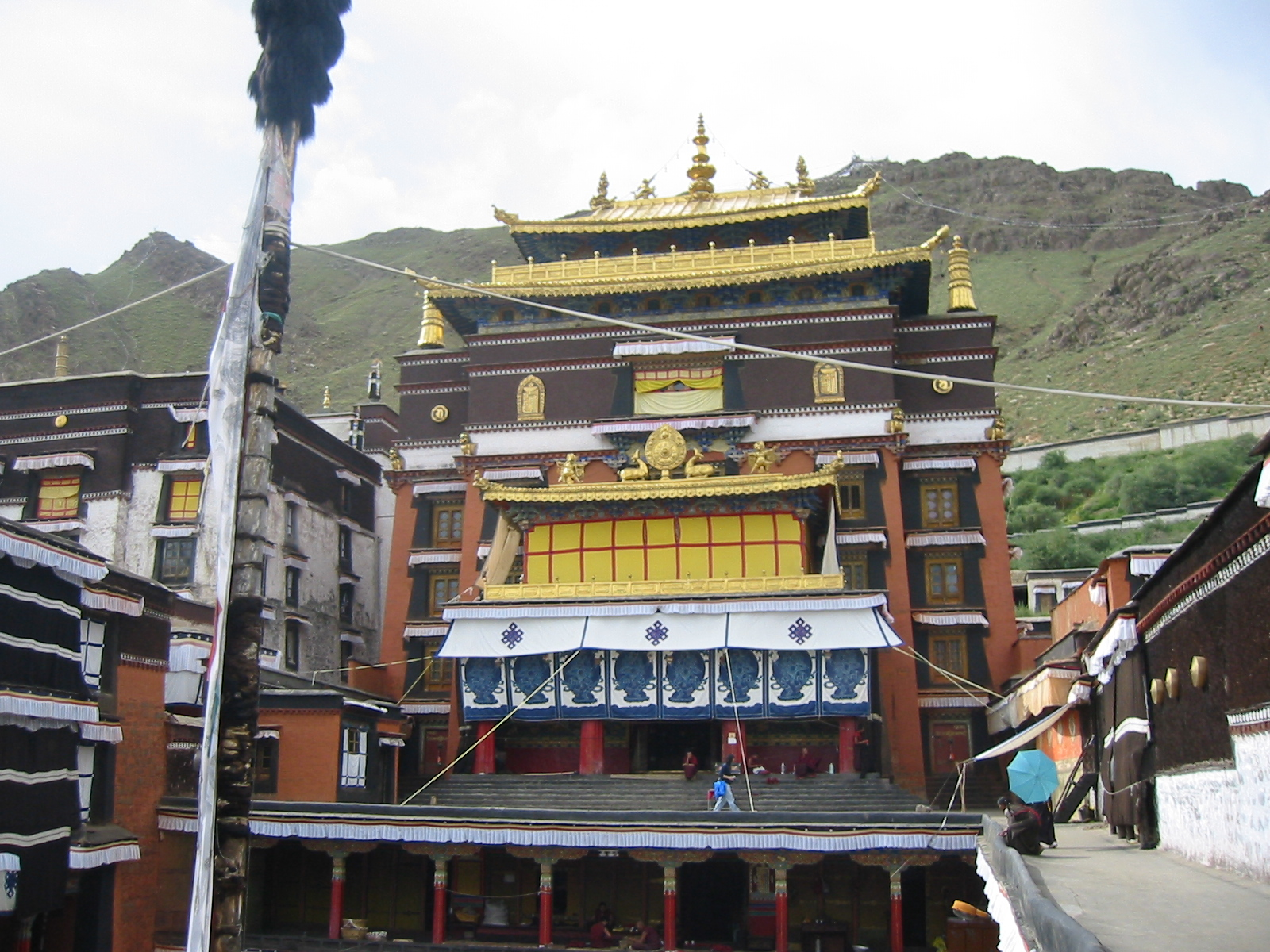
Grafhal van de tiende pänchen lama in Tashilhunpo

In Shigatse bevindt zich Tashilhunpo, voorheen de zetel van de pänchen lama, een van de belangrijkste autoriteiten in het Tibetaans boeddhisme. De pänchen lama's verbleven sinds 1446 in dit klooster.
In 1788 en 1791 werden de stad en het klooster door uit Nepal rondtrekkende gurkha's aangevallen en geplunderd. Deze twee invasies waren reden voor de Chinees keizer Qianlong om militair in te grijpen en controlemechanismen over Tibet uit te breiden.
Een ander klooster in Tibet is Shalu dat op ongeveer 15 km ten zuidoosten van een zijdal van de rivier Nyangchu ligt.

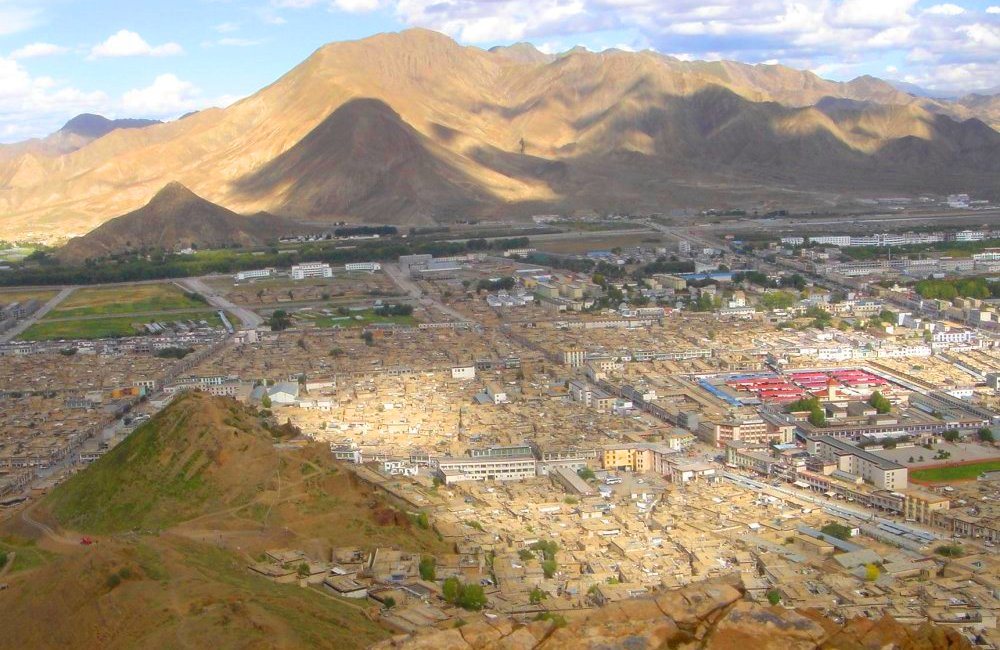
Shigatse
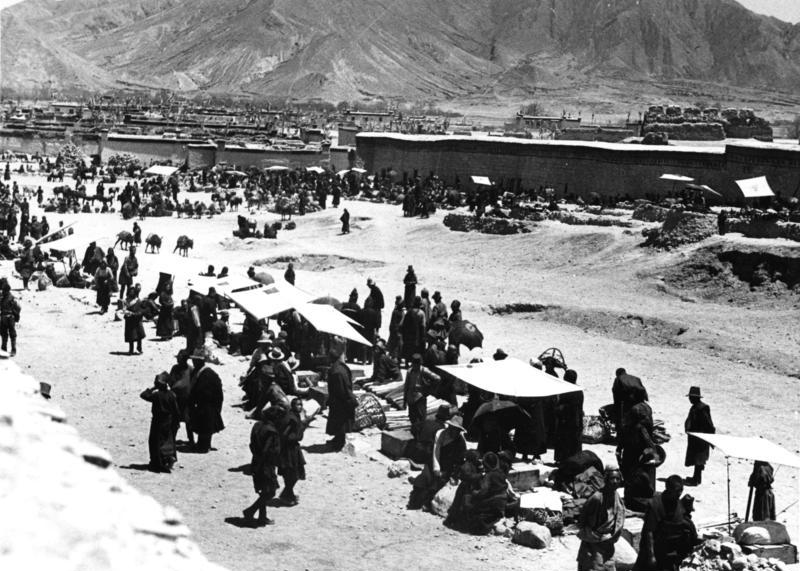
Markt in 1938